# Réserve faunique Mastigouche
La réserve faunique Mastigouche est une réserve faunique du Québec située dans les régions de la Mauricie et de Lanaudière. Comme toutes les réserves fauniques, ce territoire est voué à la conservation, à la mise en valeur et à l'utilisation de la faune ainsi qu'à la pratique d'activités récréatives. Elle n'est cependant pas considérée comme une aire protégée, les activités forestières et minières y étant permises.

## Toponymie
Le nom de la réserve rappelle de club de chasse et pêche de Mastigouche, qui a été créé en 1881. Le nom proviendrait de l'atikamekw ou de l'algonquin et signifierait « là où le bois est petit ».

## Géographie
La réserve faunique Mastigouche est située à 95 km au nord-ouest de Trois-Rivières et à 145 km au nord-est de Montréal.  On peut accéder à celle-ci par Saint-Alexis-des-Monts en Mauricie et Saint-Zénon et Mandeville dans Lanaudière.
La réserve enclave la réserve écologique Marie-Jean-Eudes et la réserve de biodiversité projetée des Basses-Collines-du-Lac-au-Sorcier.  Elle partage aussi ses limites avec le parc national de la Mauricie à l'est, à la zec du Chapeau-de-Paille au nord et la zec des Nymphes à l'ouest.

## Histoire
Le premier club de chasse privé à être concédé est celui de Mastigouche en 1881 à Élisabeth Copeland de Berthier.  Deux autres grands clubs virent le jour sur ce territoire, soit le club Saint-Bernard et le Commodore. Ces clubs étaient cependant réservés à de riches américains.
En 1971, en faveur de l'opération « Accessibilité », le gouvernement du Québec décida de démocratiser la chasse.  Il mit fin aux baux des clubs privés de chasse et pêche et les regroupa pour créer la réserve du parc Mastigouche. Une partie du Club Mastigouche n'est toutefois pas annexée et devient le Centre du pourvoyeur Mastigouche, pourvoirie occupant les bâtiments de l'ancien club.  En 1979, elle prit son nom actuel de réserve faunique Mastigouche.